# Лёвенсон, Эрвин
Э́рвин Лёвенсон (нем. Erwin Loewenson; 31 августа 1888, Торн — 22 января 1963, Тель-Авив) — немецкий литератор еврейского происхождения (писал под псевдонимом «Голо Ганги»), один из основателей и активных деятелей экспрессионистского «Нового клуба», впоследствии — деятель сионистского движения.

## Биография
Родился в семье берлинского дантиста и до 1894 года рос в Берлине. Изучал в «Гимназии Фридриха-Вильгельма» юриспруденцию, затем философию, медицину, психологию, биологию и германистику.
В 1908 году вступил в студенческое «Свободное научное общество», где познакомился с литератором Куртом Хиллером. Вместе с ним и поэтом Якобом ван Годдисом в 1909 году они основали литературный «Новый клуб», где Лёвенсон регулярно выступал под псевдонимом «Голо Ганги». Состоял и активно участвовал в акциях клуба до его закрытия в 1914 году.
Был автором статьи «Новый пафос» (нем. «Der Neo Pathos»), в которой сформулировал ряд философских и эстетических установок раннего экспрессионизма. В честь этой статьи литературно-музыкальные вечера «Нового клуба» назвали «Неопатетическим кабаре».
Был одним из близких друзей поэта-экспрессиониста Георга Гейма. В 1912 году после трагической гибели Гейма вместе с издателем Куртом Пинтусом спас от уничтожения его архив. Часть неопубликованного наследия Гейма была издана Лёвенсоном посмертно в виде сборника «Небесная трагедия». Впоследствии увёз архив Гейма с собой в эмиграцию, чем, вероятно, спас его от уничтожения нацистами, объявившими экспрессионизм «дегенеративным искусством». Лёвенсону (Голо Ганги) посвящено одно из стихотворений Гейма («Моя душа»). Также был хранителем архива и публикатором Якоба ван Годдиса.
Под влиянием лекций Мартина Бубера примкнул к сионистскому движению. В 1933 году через Париж эмигрировал в Палестину.